# Jakob du Rées
Jakob du Rées, född 9 november 1639 i Stockholm, död 8 mars 1725 på Åbylund i Strå socken, var en svensk lagman, adjutant, bruksägare och godsägare.

## Biografi
Du Rées blev student vid Uppsala universitet 1657 och hovjunkare hos greve Magnus Gabriel De la Gardie 1663. Från 1665 var han protonotarie i sjörätten och han blev hauptman i Vadstena län 1678. Han var lagman i livgedinget i Vadstena 1706 och fick avsked från lagmansuppdraget 1718. Tillsammans med sin far Arnold de Rees arrenderade han Huseby bruk 1641–1658 och tillsammans med sin systerson Hans Andersson köpte han 1680 Ångersrum bruk och herrgård och Vindö herrgård i Småland. Vindö såldes redan 1685 medan bruksrörelsen vid Ångersrum avyttrades 1698. Åren 1681–1685 drev han tillsammans med sin fru Elsa Printz Skoftesta säteri.
Han var son till industrimannen Arnold de Rees (1612–1668) och Elisabet Radou (född 1667) samt från 1681 gift med Elsa Printz (1651–1720) som var dotter till landshövdingen Johan Björnsson Printz. Paret fick dottern Eva Elisabet (1693–1717).